# آکروسرکوپس ایرانیانا
آکروسرکوپس ایرانیانا (نام علمی: Acrocercops iraniana) گونه‌ای شاپرک است. زیستگاه این حشره در ایران می‌باشد. این حشره در سال ۱۹۹۰ توصیف علمی شد.